# Łyżwiarstwo szybkie na Zimowej Uniwersjadzie 2013 – bieg drużynowy mężczyzn
Bieg drużynowy mężczyzn w łyżwiarstwie szybkim na Zimowej Uniwersjadzie 2013 został rozegrany 19 grudnia. Złote medale zdobyła drużyna Korei Południowej w składzie Joo Hyong-jun, Kim Cheol-min i Ko Byung-wook. 
Drużyna Polski w składzie Piotr Puszkarski, Dariusz Stanuch, Adrian Wielgat i Patryk Wójcik (eliminacje)  zajęła 6. miejsce.

## Wyniki

### Eliminacje
| Miejsce | Zawodnicy                                                     | Reprezentacja    | Czas    | Uwagi |
| ------- | ------------------------------------------------------------- | ---------------- | ------- | ----- |
| 1.      | Joo Hyong-jun, Kim Cheol-min, Ko Byung-wook                   | Korea Południowa | 3:47,57 | Q FA  |
| 2.      | Dimitrij Fiedotow, Aleksiej Suworow, Jewgienij Sieriajew      | Rosja            | 3:51,62 | Q FA  |
| 3.      | Andrea Stefani, Andrea Giovannini, Mirko Nenzi                | Włochy           | 3:51,66 | Q FB  |
| 4.      | Junya Miwa, Arata Ogawa, Tomoya Watanabe                      | Japonia          | 3:56,48 | Q FB  |
| 5.      | Piotr Puszkarski, Dariusz Stanuch, Patryk Wójcik              | Polska           | 3:56,94 | Q FC  |
| 6.      | Martin Bjertnes, Tormod Bjørnetun Haugen, Aleksander Waagenes | Norwegia         | 4:00,01 | Q FC  |
| 7.      | Pim Cazemier, Pepijn van der Vinne, Bauke Wiersma             | Holandia         | 4:00,62 | Q FD  |
| 8.      | Juho Jääskeläinen, Juuso Käenmäki, Matti Yli-Ojanperä         | Finlandia        | 4:19,92 | Q FD  |

### Finały
| Pozycja | Zawodnicy                                                     | Kraj             | Czas    | Strata |
| ------- | ------------------------------------------------------------- | ---------------- | ------- | ------ |
| Finał A |                                                               |                  |         |        |
|         | Joo Hyong-jun, Kim Cheol-min, Ko Byung-wook                   | Korea Południowa | 3:48,81 |        |
|         | Dimitrij Fiedotow, Kiriłł Gołubiew, Jewgienij Sieriajew       | Rosja            | 3:57,96 | +9,15  |
| Finał B |                                                               |                  |         |        |
|         | Jan Daldossi, Andrea Giovannini, Mirko Nenzi                  | Włochy           | 3:53,34 |        |
| 4.      | Junya Miwa, Arata Ogawa, Tomoya Watanabe                      | Japonia          | 3:56,18 | +2,84  |
| Finał C |                                                               |                  |         |        |
| 5.      | Martin Bjertnes, Tormod Bjørnetun Haugen, Aleksander Waagenes | Norwegia         | 3:59,26 |        |
| 6.      | Piotr Puszkarski, Dariusz Stanuch, Adrian Wielgat             | Polska           | 4:03,27 | +4,01  |
| Finał D |                                                               |                  |         |        |
| 7.      | Pim Cazemier, Pepijn van der Vinne, Bauke Wiersma             | Holandia         | 4:01,76 |        |
| 8.      | Juho Jääskeläinen, Juuso Käenmäki, Matti Yli-Ojanperä         | Finlandia        | LOT     |        |